# Герман Грассман
Герман Гюнтер Грассман (нім. Hermann Günther Grassmann; 15 квітня 1809, Штеттін — 26 вересня 1877, Штеттін) — німецький фізик, математик і філолог.

## Біографія
Його батько Юстус Гюнтер Грассман (1779—1852), професор в гімназії в Штеттині, став відомий завдяки працям з геометрії, фізики та кристалографії.
Після того як Грассман здобув освіту в Штеттині, він вступив до Берлінського університету, на факультет теології. Здавши з успіхом обидва іспити з теології, він довго не полишав думки присвятити себе діяльності проповідника, а прагнення до богослов'я зберіг до кінця свого життя. У той же час він зацікавився математикою.
У 1840 році він витримав додатковий іспит на придбання права викладати математику, фізику, мінералогію і хімію, також представив твір по теорії морських припливів, в якому висловив перші ідеї свого вчення про протяги, розвинені чотири роки потому у виданому Вігандом в Лейпцигу творі "Die Wissensschaft der extensiven Grosse oder die Ausdehnunsglehre. 1-ster Theil, die lineare Ausdehnungslehre ", а потім, ще пізніше, в 1862 році, в ще більш обробленому вигляді, в іншому творі: " Die Ausdehnungslehre ".
Діяльність викладача почав у Берлінській ремісничій школі, продовжував в Штеттінській реальній школі, а з 1852 року замістив свого батька в гімназії, де згодом отримав звання професора. Займаючись математикою, механікою і фізикою, Грассман також приділяв увагу філології та східним мовам — китайській і давньоіндійській. У 1863 році він сформулював закон дисиміляції придихихових звуків у давньогрецькій та давньоіндійських мовах (т. Зв. Закон Грассмана). Грассман також відомий як перекладач «Рігведи» на німецьку мову і як укладач «Словника до „Рігведи“».
Став членом Геттінгенської академії наук.
У 1848 році він виступив як публіцист проти революційного руху в Берліні, а потім, разом зі своїм братом Робертом, заснував газету, в якій діяльно обговорював нагальні питання того часу.

## Твори
- Die Wissenschaft der extensiven Größe oder die Ausdehnungslehre, eine neue mathematische Disziplin. 1. Teil: Die lineale Ausdehnungslehre. — Leipzig, 1844.
- Lehrbuch der Mathematik für höhere Lehranstalten. Teil 1: Arithmetik. — Berlin, 1861.
- Wörterbuch zum Rigveda. —Leipzig, 1873—1875.
- Rig-Veda. Übersetzt und mit kritischen und erläuternden Anmerkungen versehen. 2 Bde. Leipzig, 1876—1877.
- Грассман Г., Грассман Р. Логіка і філософія математики. — М .: Наука, 2008. — 504 с. — (Пам'ятки філософської думки).